# Matthias Dandois
Matthias Lucas Dandois-Delaigue est un cycliste de BMX, dix fois champion du monde, et acteur français, né le 6 mai 1989 et originaire d'Épinay-sur-Orge, dans le département de l'Essonne.

## Biographie

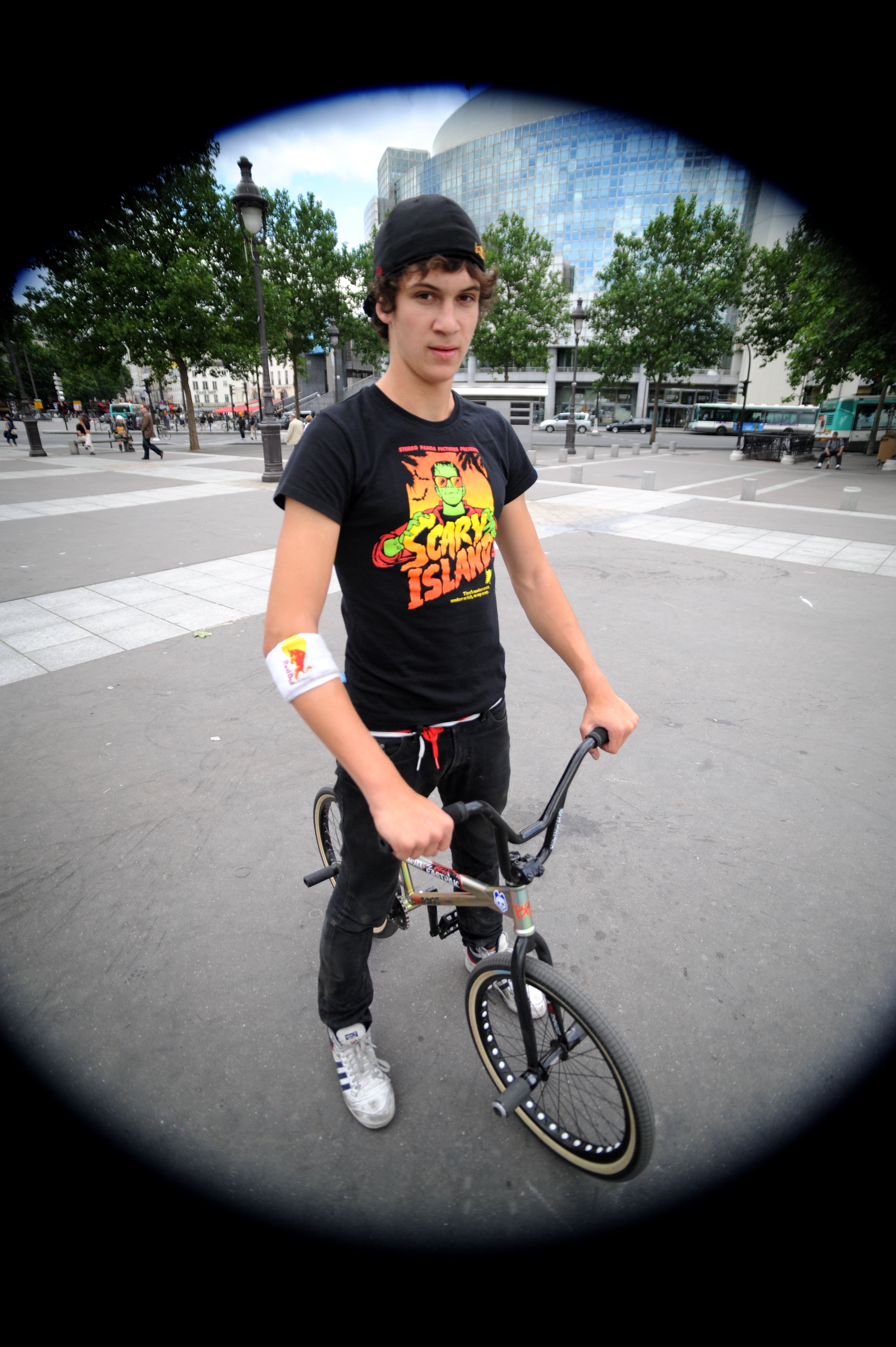
Matthias Dandois, le 22 juin 2009 place de la Bastille à Paris.

Matthias Dandois a deux sœurs : une aînée, Laurie, née en 1986, et une cadette, Léa, née en 1998.
Enfant, Matthias Dandois rêve d'une carrière dans le football, mais « je n'étais pas très doué. De fait, je me faisais beaucoup engueuler par le coach, et j'en ai eu marre ». C'est vers l'âge de 12 ans, alors qu'il regardait l'émission C'est mon choix, sur le thème du BMX, que le garçon s'est passionné pour cette discipline.

« Ce que j'ai tout de suite adoré, c'est l'objet, le BMX. Je trouvais ça hyper graphique, hyper beau, hyper simple. »

Son père, Jean-Philippe, et sa mère l'ont encouragé à poursuivre sa vocation. Pour Noël 2002, ils lui ont offert son premier BMX, avec lequel il s'entrainait dans la rue, et construit son premier site (aire de BMX Flat), dans le jardin familial,. Ainsi, il pratique la discipline flat en BMX depuis l'âge de 12 ans,.
Alexandre Jumelin, ancien champion du monde, l'a accompagné à ses premières grandes compétitions,.
Avant de pratiquer le BMX, Matthias Dandois a pratiqué l'athlétisme, notamment la course à pied au sein du club Essonne Athletic au niveau régional,.
Il obtient le baccalauréat général en 2007, puis fréquente la faculté d'anglais de la Sorbonne, à Paris 3, avant d'interrompre ses études pour se consacrer entièrement au BMX.

### Vie privée
Depuis 2018, Matthias Dandois est en couple avec la mannequin Constance Jablonski. Le couple révèle la naissance de leur premier enfant en novembre 2022. En 2024, Constance Jablonski révèle sa deuxième grossesse durant l'ouverture du Etam Live Show.

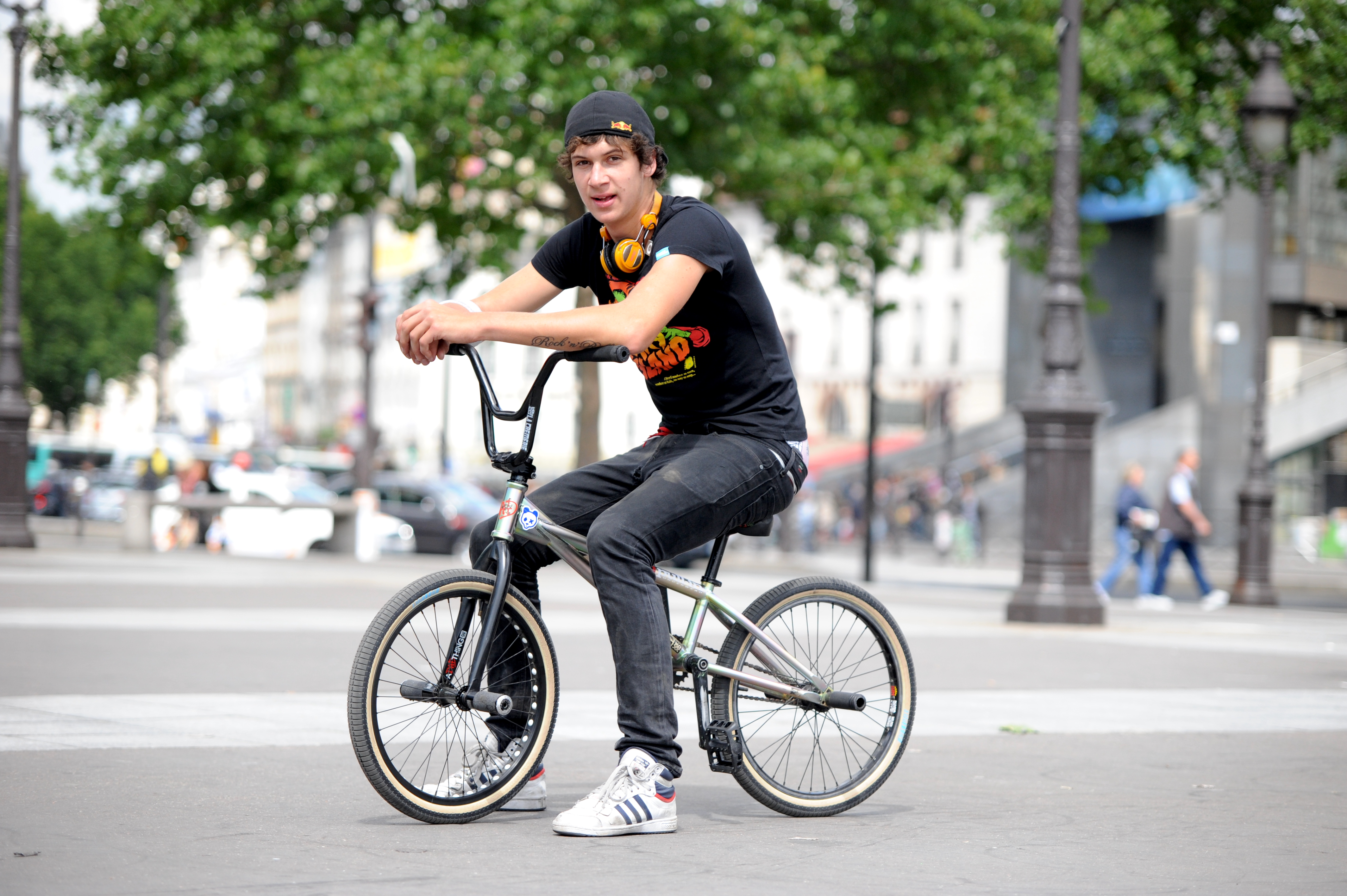
Matthias Dandois, le 22 juin 2009 place de la Bastille à Paris.
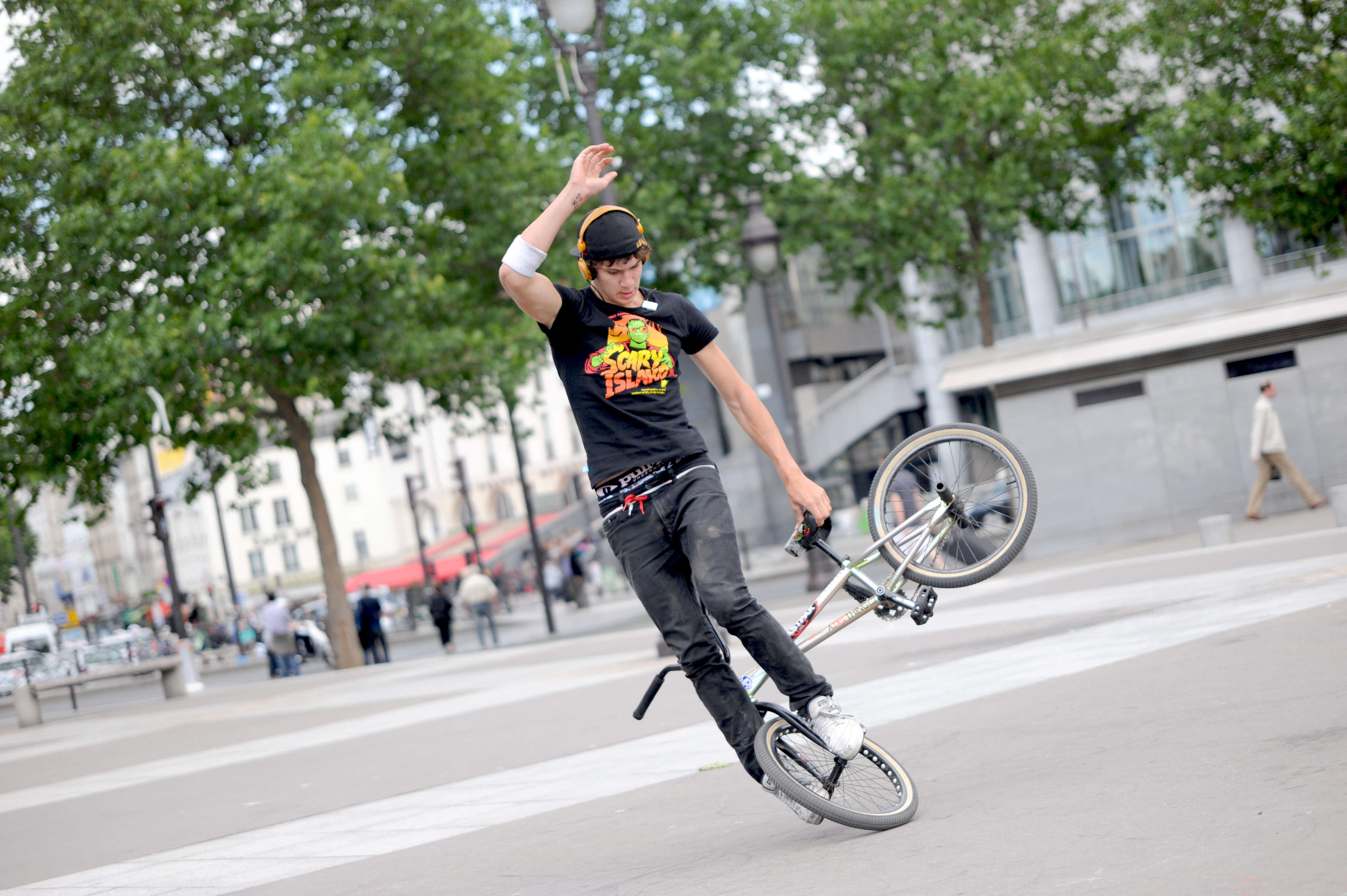
Matthias Dandois, le 22 juin 2009 place de la Bastille à Paris.

## Palmarès et compétition
- 2024
  - Coupe du monde de BMX freestyle, 2ème étape à Montpellier : 2ème [11]
  - Coupe du monde de BMX freestyle, 1ère étape à Enoshima : 12ème [12]
  - UEC Championnats d'Europe BMX freestyle Flatland, à Luxembourg City : 1er [13]
  - UCI Urban cycling world championships, à Abou Dabi : 1er [14] (10ème titre de champion du monde)
- 2023
  - UCI Urban cycling world championships, à Glasgow : 3ème [15]
- 2021
  - UCI Urban cycling world championships, les premiers organisés par l'UCI, à Montpellier : 1er (9ème titre de champion du monde) [16]
- 2019
  - Coupe du monde de BMX freestyle (Chengdu, Hiroshima et Montpellier) : 1er [17]
- 2018
  - Coupe du monde de BMX freestyle, la première organisée par l'UCI (Hiroshima, Montpellier, Edmonton et Chengdu) : 1er [18]
- 2017
  - Championnat du monde à Bristol au Nass Festival : 1er [19]
- 2016
  - Championnat du monde à Bristol au Nass Festival : 1er [20]

- 2012
  - 1er aux BMX Worlds à Cologne[21]
  - 4e au JoMoPro au Missouri, catégorie pro[22]

- 2011
  - BMX Flatland World Circuit (BFWC) : champion, avec un total de 2939 points[23]
  - Com'In à Lyon : deuxième[24]
  - JoMo à Joplin Missouri, première manche du BMX Flatland World Circuit : troisième[25]
  - Ninja Spin à Onet-le-Château, deuxième manche du BMX Flatland World Circuit : premier[26]
  - Ground force à Singapour, troisième manche du BMX Flatland World Circuit : deuxième[25]
  - King of ground au Japon, quatrième manche du BMX Flatland World Circuit : premier[25]
  - Vans Rebel Jam à Eindhoven : premier[27]
  - Vibration Urbaines catégorie flat à Pessac : premier[28]
  - Urban Plagne à La Plagne : premier[29]
  - BMX Masters à Cologne : premier[30]
  - Circle Cow à Servon : premier[31].

- 2010
  - BMX Flatland World Circuit (BFWC) : troisième[32]
  - NORA Cup : deuxième[33]
  - JoMo à Joplin Missouri : premier[34]
  - BMX Flatland world Classic à Tokyo : premier[35]
  - Vibration Urbaines catégorie flat à Pessac : premier[36]
  - BMX Flatland World Circuit à Yokohama : quatrième[32]
  - Festival international des sports extrêmes (FISE), première manche du BMX Flatland World Circuit : premier[37]
  - Com'In à Lyon : premier[38]
  - Circle Cow à Servon : premier[39]

- 2009
  - BMX Flatland World Circuit (BFWC) : champion, en remportant toutes les manches[4],[25]
  - Festival international des sports extrêmes (FISE) : champion[4]
  - Ninja Spin à Monaco, première manche du BMX Flatland World Circuit : premier[40]
  - King of Ground au Japon, deuxième manche du BMX Flatland World Circuit : premier[41]
  - Voodoo Jam à La Nouvelle-Orléans, troisième manche du BMX Flatland World Circuit : premier[42]
  - Circle Cow à Servon, février 2009 : premier[43]
  - BCN Extreme à Barcelone : premier[44]

- 2008
  - BMX Flatland World Circuit (BFWC) : champion[4],[25]
  - NORA Cup (rider de l'année), catégorie flatlander : champion[45]
  - King of Ground à Tokyo, troisième manche du BMX Flatland World Circuit : premier[46]
  - Circle Cow à Servon, catégorie pro : premier[47]
  - Nass à Shepton Mallet, catégorie pro : deuxième[48]
  - Festival international des sports extrêmes (FISE) à Montpellier, catégorie pro flat : troisième[49]
  - Voodoo Jam à La Nouvelle-Orléans : quatrième[50]
  - OG Summer Gypsy games à Ajka (Hongrie) : premier[51]
  - Trex Games à Pusan (Corée du Sud), catégorie flatland : deuxième[52]
  - Roula3 à Troyes, catégorie flat pro : premier[53]
  - Magicflart à Bogota, catégorie pro : premier[54]

- 2007
  - BMX Flatland World Circuit (BFWC) : Matthias Dandois est 5e et marque le premier résultat professionnel de sa carrière[55]
  - NORA Cup (rider de l'année), catégorie flatlander à Las Vegas : champion[5],[56]
  - VooDoo Jam à La Nouvelle-Orléans, dernière manche du BMX Flatland World Circuit : premier. C'est sa première victoire dans le circuit professionnel[57]
  - Carhartt Circle Cow à Servon, catégorie pro : premier[58]
  - Nokia Festival international des sports extrêmes (FISE) à Montpellier, catégorie flat : premier[59]
  - King of PACA à Marseille : premier[60]
  - Nass-Somerset en Angleterre, catégorie pro flat : troisième[61]
  - Suzuki BMX Masters à Cologne, catégorie pro flat : sixième[62]
  - OG Summer Gypsy games à Ajka (Hongrie) : premier[63]
  - Flatground à Amsterdam, catégorie pro : premier[64]
  - Remax Fieldcontrol à Portimao (Portugal), catégorie stunt man : premier[65]
  - Vibrations Urbaines à Pessac, catégorie pro : premier[66]

- 2006
  - Braun Circle Cow à Servon : cinquième[67]

## Filmographie
- 2018 : MILF d'Axelle Laffont : Julien

## Écrits
- Figure du bitume, Paris, Flammarion, 2024,  (ISBN 978-2-08-045356-3).